# Hermann Ebert (Physiker, 1896)
Hermann Ebert (* 18. Juni 1896 in Göttingen; † 26. April 1983 in Braunschweig) war ein deutscher Physiker.
Ebert studierte Physik in Göttingen (wo James Franck, Peter Debye und David Hilbert zu seinen Lehrern gehörten) und wurde 1920 bei Debye promoviert mit einer Dissertation über Spektrallinienverbreiterung. Ab 1921 war er an der Physikalisch-Technischen Reichsanstalt als Mitarbeiter von Karl Scheel. Er befasste sich dort mit unterschiedlichen messtechnischen Bereichen (zuerst Thermometrie, Wärmeausdehnung, Feuchtigkeitsmessung, dann Hochdruckphysik, Vakuumtechnik, Gasströmung bei niedrigem Druck). Er hatte ein eigenes Labor, zog mit der PTR 1943 nach Weida, war nach dem Krieg dort am neu gegründeten Amt für Maße und Gewichte Leiter der Abteilung Wärme und Druck und ging 1950 zur PTB nach Braunschweig. Zuletzt leitete er die Unterabteilung eichfähige Messgeräte. 1961 ging er in den Ruhestand.
Er war jahrzehntelang enger Mitarbeiter der von Scheel 1919 gegründeten Physikalischen Berichte, ab 1929 als Mitglied der Schriftleitung. 1950 baute er die Berichte an der PTB neu auf.
Er gab Neuausgaben der Praktischen Physik von Kohlrausch heraus (1955, 1960, mit Eduard Justi) und das Physikalische Taschenbuch sowie die Reihe Sammlung Vieweg und Verfahrens- und Messkunde der Naturwissenschaft. Von ihm stammt eine Biographie von Hermann von Helmholtz. 1977 erschien seine Geschichte der Vakuumtechnik bis 1927, über die er außerdem zuvor Vakuumtechnische Berichte und die Reihe Fortschritte der Vakuumtechnik herausgab.
Er war 1951 bis 1963 Hauptgeschäftsführer der Deutschen Physikalischen Gesellschaft und wurde 1963 deren Ehrenmitglied.
Er ist nicht mit dem gleichnamigen Physiker Hermann Ebert (1861–1913) zu verwechseln.

## Schriften
- Die Wärmeausdehnung fester und flüssiger Stoffe, Verfahrens- und Messkunde der Naturwissenschaft, Springer, 1940
- Hermann von Helmholtz, Stuttgart 1949
- Vakuumchronik, 3 Bände, 1977
- Herausgeber: Physikalisches Taschenbuch, 5. Auflage, Vieweg 1978